# Loon-Plage
Loon-Plage är en kommun i departementet Nord i regionen Hauts-de-France i norra Frankrike. Kommunen ligger i kantonen Gravelines som tillhör arrondissementet Dunkerque. År 2022 hade Loon-Plage 5 995 invånare.
I Loon-Plage ligger Dunkerques LNG-terminal.

## Befolkningsutveckling
Antalet invånare i kommunen Loon-Plage
| Referens: INSEE |